# Yarala
Yarala is een geslacht van uitgestorven buideldassen uit het Laat-Oligoceen en Vroeg-Mioceen van Australië. Dit geslacht vormt alleen de familie Yaralidae en de superfamilie Yaraloidea, die tegenover de superfamilie van de levende buideldassen (Perameloidea) geplaatst wordt. Er bestaan twee soorten, Yarala kida uit het Laat-Oligoceen van Kangaroo Well (Noordelijk Territorium) en Yarala burchfieldi uit het Vroeg-Mioceen van Riversleigh (Queensland). Y. kida is waarschijnlijk de voorouder van Y. burchfieldi. Er is nog veel onbeschreven buideldasmateriaal uit het Oligoceen en Mioceen van Australië; het is goed mogelijk dat daar nog meer Yarala tussen zit. Het geslacht is bekend van zowel een schedel als tandmateriaal; uit kenmerken van beide blijkt dat het geslacht primitiever is dan de levende buideldassen.
Echte buideldassen · Langoorbuideldassen · Varkenspootbuideldassen (uitgestorven) · Yaralidae (fossiel)